# 分布参数系统
分佈參數系統（distributed parameter system）不同於集總參數系統，是状态空间為無限維度的系統。這類系統也稱為是無限維系統。典型的例子是用偏微分方程或是时滞微分方程描述的系統。它是指一个模型的特性不能仅仅由几个参数来表示，其模型参数与工作特性既是时间的函数还与尺寸与空间坐标有关。在电子信息领域中的高频应用中，已经不能只用几个简单的参数来描述元件的电特性，这种情况下需要考虑分布参数，其内部相邻两个点之间的电压和电流是不同的，这种时候的电路不能简单的用基尔霍夫定则列方程求解，而需要用场的分析方法，根据麦克斯韦方程表征场的作用和传递，通常采取数值分析（如有限元法、矩量法、时域有限差分等）方法来求解其场。在其他领域，如流体力学，控制学，机械等领域中都广泛用到了分布参数的分析方法，能够更好的逼近实际问题，其模型更加准确。与之相对的集总参数的分析方法只用几个特定参数来分析问题，相比之下分布参数分析的结果要精确得多，当然，问题求解的复杂度也要高得多。以下段落所探討的會以線性非時變分佈式參數系統為主。

## 抽象发展方程

### 離散時間
假設U、X和Y是希尔伯特空间，而{\displaystyle A\,} ∈ L(X), {\displaystyle B\,} ∈ L(U, X), {\displaystyle C\,} ∈ L(X, Y) 和{\displaystyle D\,} ∈ L(U, Y)，以下方程可確定一個離散時間的線性非時變系統：
{\displaystyle x(k+1)=Ax(k)+Bu(k)\,}
{\displaystyle y(k)=Cx(k)+Du(k)\,}
其中{\displaystyle x\,}（狀態）是序列，其值在X內，{\displaystyle u\,}（輸入或是控制）是序列，其值在U內，{\displaystyle y\,}（輸出）為序列，其值在Y內。

### 連續時間
連續時間的例子類似離散時間，但需要用微分方程表示，不是用差分方程表示：
{\displaystyle {\dot {x}}(t)=Ax(t)+Bu(t)\,},
{\displaystyle y(t)=Cx(t)+Du(t)\,}
接下來複雜的部份就是將實際的問題（例如偏微分方程或是时滞微分方程）加到上述的抽象发展方程中，作法是強制使用无界算子。一般會假定A狀態空間X裡的C0半群。假定B、C和D是有界算子，允許包括多待分析的實際的例子，不過有些實際的例子也會假定B和C是無界的。

## 例子：偏微分方程
{\displaystyle t>0}及{\displaystyle \xi \in [0,1]}的偏微分方程如下
{\displaystyle {\frac {\partial }{\partial t}}w(t,\xi )=-{\frac {\partial }{\partial \xi }}w(t,\xi )+u(t),}
{\displaystyle w(0,\xi )=w_{0}(\xi ),}
{\displaystyle w(t,0)=0,}
{\displaystyle y(t)=\int _{0}^{1}w(t,\xi )\,d\xi ,}
符合上述的抽象发展方程。說明如下：輸入空間U及輸出空間Y都選定是複數的集合，狀態空間X選定是L2(0, 1)，A算子定義為:{\displaystyle Ax=-x',D(A)=\left\{x\in X:x{\text{ absolutely continuous }},x'\in L^{2}(0,1){\text{ and }}x(0)=0\right\}.}
可以證明A可以產生X空間內的強連續半羣。有界算子B, C和D定義為
{\displaystyle Bu=u,Cx=\int _{0}^{1}x(\xi )\,d\xi ,D=0}

## 例子：时滞微分方程
时滞微分方程
{\displaystyle {\dot {w}}(t)=w(t)+w(t-\tau )+u(t),}
{\displaystyle y(t)=w(t),}
符合上述的抽象发展方程。說明如下：輸入空間U及輸出空間Y都選定是複數的集合，狀態空間X選定是L2(−τ, 0)複數的乘積，A算子定義為
{\displaystyle A{\begin{pmatrix}r\\f\end{pmatrix}}={\begin{pmatrix}r+f(-\tau )\\f'\end{pmatrix}},D(A)=\left\{{\begin{pmatrix}r\\f\end{pmatrix}}\in X:f{\text{ absolutely continuous }},f'\in L^{2}([-\tau ,0]){\text{ and }}r=f(0)\right\}.}
可以證明A可以產生X空間內的強連續半羣。有界算子B, C和D定義為
{\displaystyle Bu={\begin{pmatrix}u\\0\end{pmatrix}},C{\begin{pmatrix}r\\f\end{pmatrix}}=r,D=0.}

## 傳遞函數
分佈式參數系統的傳遞函數和有限維度下的情形相同，都是利用拉氏轉換（連續時間）或是Z轉換（離散時間）來定義。不過有限維度下的傳遞函數是真分式的有理函數，而無限維度的傳遞函數會是無理函數（不過仍然是全純函數）。

### 離散時間
離散時間的傳遞函數可以用狀態空間參數，表示為以下的形式{\displaystyle D+\sum _{k=0}^{\infty }CA^{k}Bz^{k}}，函數在圓心為原點的圓盤內是全純的。若1/z在A的resolvent set內（可能是另一個以圓心為原點，較小的圓盤），則傳遞函數為{\displaystyle D+Cz(I-zA)^{-1}B}。任何在零點為全純的函數都有對應的離散系統，使該函數為離散系統的傳遞函數。

### 連續時間
若A可產生強連續半群，且B、C及D為有界算子，則傳遞函數可以用狀態空間參數表示為{\displaystyle D+C(sI-A)^{-1}B}，其中s的實部比A產生半群的指數成長上界要大。在更廣泛的情形下，上述公式不一定有意義，不過上述公式適當推廣後的版本仍然會有效。
若要得到傳遞函數的簡單表示式，較理想的方式是將微分方式進行拉氏轉換，而不是用狀態空間中的參數來表示。

#### 偏微分方程的傳遞函數
令初始條件{\displaystyle w_{0}}為0，將對t進行過拉氏轉換的函數用大寫表示，可以將偏微分方程轉換為以下的形式
{\displaystyle sW(s,\xi )=-{\frac {d}{d\xi }}W(s,\xi )+U(s),}
{\displaystyle W(s,0)=0,}
{\displaystyle Y(s)=\int _{0}^{1}W(s,\xi )\,d\xi .}
這是非齊次線性微分方程，變數為{\displaystyle \xi }，s為參數，且初始條件為零。其解為{\displaystyle W(s,\xi )=U(s)(1-e^{-s\xi })/s}。用此式來代入有Y 的方式中並且積分，可以得到{\displaystyle Y(s)=U(s)(e^{-s}+s-1)/s^{2}}，因此傳遞函數為{\displaystyle (e^{-s}+s-1)/s^{2}}。

#### 時滯微分方程的傳遞函數
類似上述偏微分程的例子，時滯微分方程的傳遞函數為 {\displaystyle 1/(s-1-e^{-s})}。

## 可控制性
在有限維的系統中，可控制性的定義只有一種，但無限維的系統中，有幾種不相容的可控制性定義。以下是最重要的三種：
- 精確可控制性（Exact controllability）
- 近似可控制性（Approximate controllability）
- 零可控制性（Null controllability)

### 離散時間下的可控制性
在離散時間系統中，將所有U值序列的集合映射到X的映射{\displaystyle \Phi _{n}}相當的重要，其表示式為{\displaystyle \Phi _{n}u=\sum _{k=0}^{n}A^{k}Bu_{k}}。{\displaystyle \Phi _{n}u}是初始條件為零時，給定輸入序列u下達到的狀態。The system is called 
- 系統在時間n內為精確可控制（exactly controllable）若{\displaystyle \Phi _{n}}的值域為X。
- 系統在時間n內為近似可控制（approximately controllable）若{\displaystyle \Phi _{n}}的值域是X內的稠密集。
- 系統在時間n內為零可控制（null controllable）若{\displaystyle \Phi _{n}}的值包括An的值域。

### 連續時間下的可控制性
在連續時間系統中，{\displaystyle \Phi _{t}}（表示為{\displaystyle \int _{0}^{t}{\rm {e}}^{As}Bu(s)\,ds}）有和離散時間系統的{\displaystyle \Phi _{n}}一樣重要的角色。不過，控制函數所在的空間也會影響定義。一般的選擇是L2(0, ∞;U)，是在(0, ∞)區間內U值平方可積函數的（等效）空間，不過也有其他的定義，例如L1(0, ∞;U)。當{\displaystyle \Phi _{t}}的定義域選定之後，有以下幾種不同的可控制性。
- 系統在時間t內為精確可控制（exactly controllable）若{\displaystyle \Phi _{t}}的值域為X。
- 系統在時間t內為近似可控制（approximately controllable）若{\displaystyle \Phi _{t}}的值域為X內的稠密集。
- 系統在時間t內為零可控制（null controllable）若{\displaystyle \Phi _{t}}的值包括{\displaystyle {\rm {e}}^{At}}的值域。

### 可觀察性
就如同有限維度下的情形一樣，無限維度的可觀察性也是可控制性的對偶概念。無限維度有很多種的可觀察性定義，最重要的三個如下：
- 精確可觀察性（exactly observable），也稱為連續可觀察性（continuous observability）
- 近似可觀察性（approximately observable）
- 最終狀態可觀察性（final state observable）

#### 離散時間下的可觀察性
在離散時間系統的可觀察性中，{\displaystyle \Psi _{n}}（將X映射到所有Y值序列空間的映射，若k ≤ n，表示為{\displaystyle (\Psi _{n}x)_{k}=CA^{k}x}，在k > n時，數值為0)。意思是{\displaystyle \Psi _{n}x}是初始條件x，控制輸入為0時的truncated output。有以下幾種可觀察性
- 在時間n有精確可觀察性（exactly observable），若存在 kn > 0 ，使得　{\displaystyle \|\Psi _{n}x\|\geq k_{n}\|x\|}，在所有 x ∈ X 時都成立
- 在時間n有近似可觀察性（approximately observable），若{\displaystyle \Psi _{n}}為单射
- 在時間n有最終狀態可觀察性（final state observable），若存在 kn > 0 使得{\displaystyle \|\Psi _{n}x\|\geq k_{n}\|A^{n}x\|}，在所有 x ∈ X 時都成立

#### 連續時間下的可觀察性
在連續時間系統的可觀察性中，{\displaystyle \Psi _{t}}（表示為{\displaystyle (\Psi _{t})(s)=C{\rm {e}}^{As}x}，其中s∈[0,t]，若s>t時為零）的角色和{\displaystyle \Psi _{n}}在離散時間系統中的相當。不過運算子作用的函數空間也會影響其定義。常見的選擇是L2(0, ∞, Y)，是（等效於）在定義域(0,∞)內的Y-值平方可積函數，不過也可以選擇其他的函數空間，例如L1(0, ∞, Y)。只要選擇了{\displaystyle \Psi _{t}}的輔域，就可以定義不同的可觀察性，有以下幾種可觀察性：
- 在時間t有精確可觀察性（exactly observable），若存在kt > 0，使得{\displaystyle \|\Psi _{t}x\|\geq k_{t}\|x\|}，在所有 x ∈ X 時都成立
- 在時間t有近似可觀察性（approximately observable），若{\displaystyle \Psi _{t}}為单射
- 在時間t有最終狀態可觀察性（final state observable），若存在 kt > 0 使得{\displaystyle \|\Psi _{t}x\|\geq k_{t}\|{\rm {e}}^{At}x\|} ，在所有x ∈ X 時都成立

## 可控制性和可觀察性的對偶
和有限維度下的情形類似，可控制性和可觀察性也是對偶的概念（若{\displaystyle \Phi }域以及輔域{\displaystyle \Psi }都選用一般的函數空間L2時），這些不同概念的對偶如下：
- 精確可控制性 ↔ 精確可觀察性。
- 近似可控制性 ↔ 近似可觀察性。
- 零可控制性 ↔ 最終狀態可觀察性。

## 腳註
1. ↑  Curtain and Zwart
2. ↑  Curtain and Zwart Example 2.2.4
3. ↑  Curtain and Zwart Theorem 2.4.6
4. ↑  This is the mathematical convention, engineers seem to prefer transfer functions to be holomorphic at infinity; this is achieved by replacing z by 1/z
5. ↑  Curtain and Zwart Lemma 4.3.6
6. ↑  Staffans Theorem 4.6.7
7. ↑  Curtain and Zwart Example 4.3.13
8. ↑  Tucsnak Definition 11.1.1
9. ↑  Tucsnak Definition 6.1.1
10. ↑  Tucsnak Theorem 11.2.1